# Gilbert Melendez
Gilbert Melendez (Santa Ana, 12 aprile 1982) è un lottatore di arti marziali miste statunitense di origini messicane.
Combatte nella divisione dei pesi leggeri per la promozione UFC, nella quale è stato un contendente al titolo di categoria sia nel 2013 che nel 2014, venendo sconfitto rispettivamente da Ben Henderson e da Anthony Pettis; ha fatto anche da allenatore nella 20ª stagione del reality show The Ultimate Fighter.
È stato il primo campione dei pesi leggeri WEC nel 2004 ed è stato l'ultimo campione di categoria Strikeforce ed il campione più dominante nella storia della promozione, essendo stato l'unico a vincere un titolo in due occasioni, la prima volta tra il 2006 ed il 2008 con una difesa del titolo e la seconda volta tra il 2009 ed il 2013 con ben quattro difese, che rappresenta anche il record di difese consecutive di una cintura Strikeforce.

## Carriera nelle arti marziali miste
Melendez ha iniziato la sua carriera da professionista con l'organizzazione World Extreme Cagefighting, quando questa non era ancora proprietà della Zuffa; combatte in tale promozione dal 2002 al 2004 ed esce come campione imbattuto dei pesi leggeri.
Successivamente disputa tre incontri in Giappone per la Shooto e nel 2006 entra nella Strikeforce.
Ha l'opportunità di vincere il titolo già con il suo secondo incontro e non fallisce, sconfiggendo Clay Guida ai punti.
Chiude il 2006 con una parentesi di due incontri nel Pride, entrambi vinti.
Nel 2007 la vittoria su Tetsuji Kato lo portano ad un record di 13-0, ma al termine di quell'anno conosce la sua prima sconfitta nel torneo giapponese Yarennoka! contro Mitsuhiro Ishida.
L'anno successivo perde il titolo Strikeforce contro Josh Thomson ma nel giro di tre gare vincerà il titolo Interim, lo difenderà e lo unificherà vincendo il titolo dei Pesi Leggeri, divenendo campione indiscusso Strikeforce di categoria, il tutto alle spese di Rodrigo Damm e degli unici due lottatori che sono riusciti a sconfiggerlo in passato, ovvero Mitsuhiro Ishida e Josh Thomson.
Dopo aver difeso il titolo per tre volte era data per certa un'offerta da parte di Dana White per il passaggio del campione statunitense nell'UFC, con la probabilità che possa affrontare subito l'allora campione in carica dei pesi leggeri UFC Frankie Edgar; il fatto sarebbe stato un ulteriore déjà vu da quando Strikeforce è di proprietà della Zuffa, visti i passaggi di atleti come Dan Henderson, Alistair Overeem, i fratelli Nick e Nate Diaz, Jake Shields e altri da Strikeforce all'UFC.
L'affare però non si concretizzò e nel 2012 Melendez affrontò per la terza volta Josh Thomson per difendere il proprio titolo, vincendo un difficile incontro per pochi punti, incontro che non l'ha visto rendere al meglio e anzi soffrì molto lo striking dell'avversario, riuscendo a convincere due giudici su tre grazie a degli ottimi takedown.
Il 29 settembre 2012 avrebbe dovuto difendere il titolo contro Pat Healy, ma un infortunio capitatogli in allenamento causò l'annullamento dell'intero evento, e l'incontro venne posticipato a gennaio 2013; in novembre Melendez si infortunò nuovamente e l'ultima difesa del titolo Strikeforce saltò definitivamente, lasciando quindi Melendez come il campione finale della promozione avendo detenuto la cintura dal 2006 al 2008 con una difesa e dal 2009 al 2013 con quattro difese.

### Ultimate Fighting Championship
Nel 2013 l'UFC completò l'accorpamento della Strikeforce al suo interno di fatto dismettendo quest'ultima, e di conseguenza Melendez venne aggiunto al roster dei pesi leggeri dell'UFC e inserito nei ranking ufficiali dell'organizzazione come il numero 1 tra i contendenti al titolo di categoria.
Esordì il 20 aprile 2013 direttamente con la gara per il titolo dei pesi leggeri UFC contro il campione in carica Ben Henderson: Melendez mancò di un soffio l'impresa che lo avrebbe portato ad essere il primo lottatore ad aver conquistato nella gabbia sia un titolo Strikeforce che un titolo UFC, in quanto l'incontro fu molto equilibrato e due giudici su tre decisero di premiare il campione Henderson con i punteggi di 48-47, 48-47 e 47-48.
In ottobre ottenne la prima vittoria in UFC sconfiggendo ai punti l'ex contendente al titolo Diego Sanchez in uno spettacolare incontro che venne premiato con il riconoscimento Fight of the Night.
Nel febbraio 2014 sembrava ormai ufficiale la sfida tra Melendez e la stella russa Khabib Nurmagomedov, ma in gennaio l'UFC annullò il match.
Quell'anno l'UFC ed il suo presidente Dana White trovarono ostacoli nel rinnovare il contratto all'atleta californiano, il quale iniziò a trattare con le promozioni rivali Bellator MMA e World Series of Fighting, ma alla fine la promozione di proprietà della Zuffa riuscì a trattenerlo offrendogli la possibilità di fare da allenatore nella 20-esima stagione del reality show The Ultimate Fighter opposto al campione dei pesi leggeri Anthony Pettis, possibilità che avrebbe poi portato Melendez ad una nuova sfida per il titolo.
In dicembre sfidò quindi il campione Anthony Pettis in un match che iniziò bene per Melendez grazie alla sua aggressiva lotta, ma durante il secondo round commise un errore proprio in una fase di grappling e finì sottomesso per mezzo di una ghigliottina.
A maggio del 2015 subì un'altra sconfitta per decisione non unanime contro Eddie Alvarez. Nel primo round portò a segno svariati colpi in piedi che causarono un taglio vicino all'occhio sinistro di Alvarez e la rottura del naso. Nel secondo e terzo round venne sopraffatto dai takedown dell'avversario e dal successivo controllo a terra che lo portarono alla sconfitta.
A luglio avrebbe dovuto affrontare Al Iaquinta, sostituendo l'infortunato Bobby Green. Tuttavia, il 6 luglio, venne annunciato che Melendez risultò positivo ai test anti-doping effettuati per l'evento UFC 188, dove assunse metaboliti di testosterone di origine esogena. A seguito di ciò venne sospeso per un anno.
Tornò a competere nell'ottagono il 23 luglio del 2016, dove affrontò il brasiliano Edson Barboza. Melendez si trovò in netta difficoltà fin da subito, infatti venne colpito più volte alla gamba sinistra da potenti calci bassi; alla fine venne sconfitto per decisione unanime. Con questa sconfitta raggiunse una striscia negativa di 3 incontri persi.

## Risultati nelle arti marziali miste
| Risultato | Record | Avversario       | Metodo                        | Evento                              | Data              | Round | Tempo | Città                      | Note                                                      |
| --------- | ------ | ---------------- | ----------------------------- | ----------------------------------- | ----------------- | ----- | ----- | -------------------------- | --------------------------------------------------------- |
| Sconfitta | 22-7   | Jeremy Stephens  | Decisione (unanime)           | UFC 215: Nunes vs. Shevchenko 2     | 9 settembre 2017  | 3     | 5:00  | Edmonton, Canada           |                                                           |
| Sconfitta | 22-6   | Edson Barboza    | Decisione (unanime)           | UFC on Fox: Holm vs. Shevchenko     | 23 luglio 2016    | 3     | 5:00  | Chicago, Stati Uniti       |                                                           |
| Sconfitta | 22-5   | Eddie Alvarez    | Decisione (non unanime)       | UFC 188: Velasquez vs. Werdum       | 13 giugno 2015    | 3     | 5:00  | Città del Messico, Messico |                                                           |
| Sconfitta | 22-4   | Anthony Pettis   | Sottomissione (ghigliottina)  | UFC 181: Hendricks vs. Lawler II    | 6 dicembre 2014   | 2     | 1:53  | Las Vegas, Stati Uniti     | Per il titolo dei Pesi Leggeri UFC                        |
| Vittoria  | 22-3   | Diego Sanchez    | Decisione (unanime)           | UFC 166: Velasquez vs. dos Santos 3 | 19 ottobre 2013   | 3     | 5:00  | Houston, Stati Uniti       |                                                           |
| Sconfitta | 21-3   | Ben Henderson    | Decisione (non unanime)       | UFC on Fox: Henderson vs. Melendez  | 20 aprile 2013    | 5     | 5:00  | San Jose, Stati Uniti      | Per il titolo dei Pesi Leggeri UFC                        |
| Vittoria  | 21-2   | Josh Thomson     | Decisione (non unanime)       | Strikeforce: Barnett vs. Cormier    | 19 maggio 2012    | 5     | 5:00  | San Jose, Stati Uniti      | Difende il titolo dei Pesi Leggeri Strikeforce            |
| Vittoria  | 20-2   | Jorge Masvidal   | Decisione (unanime)           | Strikeforce: Melendez vs. Masvidal  | 17 dicembre 2011  | 5     | 5:00  | San Diego, USA             | Difende il titolo dei Pesi Leggeri Strikeforce            |
| Vittoria  | 19–2   | Tatsuya Kawajiri | KO Tecnico (pugni e gomitate) | Strikeforce: Diaz vs. Daley         | 9 aprile 2011     | 1     | 3:14  | San Diego, USA             | Difende il titolo dei Pesi Leggeri Strikeforce            |
| Vittoria  | 18–2   | Shinya Aoki      | Decisione (unanime)           | Strikeforce: Nashville              | 17 aprile 2010    | 5     | 5:00  | Nashville, USA             | Difende il titolo dei Pesi Leggeri Strikeforce            |
| Vittoria  | 17–2   | Josh Thomson     | Decisione (unanime)           | Strikeforce: Evolution              | 19 dicembre 2009  | 5     | 5:00  | San Jose, USA              | Vince il titolo dei Pesi Leggeri Strikeforce              |
| Vittoria  | 16–2   | Mitsuhiro Ishida | KO Tecnico (pugni)            | Strikeforce: Carano vs. Cyborg      | 15 agosto 2009    | 3     | 3:56  | San Jose, USA              | Difende il titolo dei Pesi Leggeri Strikeforce ad Interim |
| Vittoria  | 15–2   | Rodrigo Damm     | KO (pugni)                    | Strikeforce: Shamrock vs. Diaz      | 11 aprile 2009    | 2     | 2:02  | San Jose, USA              | Vince il titolo dei Pesi Leggeri Strikeforce ad Interim   |
| Sconfitta | 14–2   | Josh Thomson     | Decisione (unanime)           | Strikeforce: Melendez vs. Thomson   | 27 giugno 2008    | 5     | 5:00  | San Jose, USA              | Perde il titolo dei Pesi Leggeri Strikeforce              |
| Vittoria  | 14–1   | Gabe Lemley      | KO Tecnico (pugni)            | Strikeforce: Shamrock vs. Le        | 29 marzo 2008     | 2     | 2:18  | San Jose, USA              | Difende il titolo dei Pesi Leggeri Strikeforce            |
| Sconfitta | 13–1   | Mitsuhiro Ishida | Decisione (unanime)           | Yarennoka!                          | 31 dicembre 2007  | 2     | 5:00  | Saitama, Giappone          |                                                           |
| Vittoria  | 13–0   | Tetsuji Kato     | Decisione (unanime)           | Strikeforce: Playboy Mansion        | 29 settembre 2007 | 3     | 5:00  | Beverly Hills, USA         |                                                           |
| Vittoria  | 12–0   | Tatsuya Kawajiri | Decisione (unanime)           | Pride Shockwave 2006                | 31 dicembre 2006  | 2     | 5:00  | Saitama, Giappone          |                                                           |
| Vittoria  | 11–0   | Nobuhiro Obiya   | Decisione (unanime)           | Pride Bushido 12                    | 26 agosto 2006    | 2     | 5:00  | Nagoya, Giappone           |                                                           |
| Vittoria  | 10–0   | Clay Guida       | Decisione (non unanime)       | Strikeforce: Revenge                | 9 giugno 2006     | 5     | 5:00  | San Jose, USA              | Vince il titolo dei Pesi Leggeri Strikeforce              |
| Vittoria  | 9–0    | Harris Sarmiento | Sottomissione (pugni)         | Strikeforce: Shamrock vs. Gracie    | 10 marzo 2006     | 2     | 0:44  | San Jose, USA              | Debutto in Strikeforce                                    |
| Vittoria  | 8–0    | Rumina Sato      | KO Tecnico (ferita)           | Shooto: Alive Road                  | 20 agosto 2005    | 1     | 1:32  | Yokohama, Giappone         |                                                           |
| Vittoria  | 7–0    | Naoya Uematsu    | KO Tecnico (ferita)           | Shooto 2005: 5/4 in Korakuen Hall   | 4 maggio 2005     | 2     | 4:30  | Tokyo, Giappone            |                                                           |
| Vittoria  | 6–0    | Hiroyuki Takaya  | Decisione (unanime)           | Shooto 2004: Year-End Show          | 14 dicembre 2004  | 3     | 5:00  | Tokyo, Giappone            |                                                           |
| Vittoria  | 5–0    | Kaynan Kaku      | KO Tecnico (pugni)            | K-1:Rumble on the Rock 2004         | 20 novembre 2004  | 2     | 3:58  | Honolulu, USA              |                                                           |
| Vittoria  | 4–0    | Olaf Alfonso     | KO Tecnico (pugni)            | WEC 10: Bragging Rights             | 21 maggio 2004    | 3     | 4:54  | Lemoore, USA               | Vince il titolo dei Pesi Leggeri WEC                      |
| Vittoria  | 3–0    | Stephen Palling  | KO Tecnico (pugni)            | Rumble on the Rock 4                | 10 ottobre 2003   | 2     | 4:59  | Honolulu, USA              |                                                           |
| Vittoria  | 2–0    | Jeff Hougland    | KO Tecnico (pugni)            | WEC 6: Return of a Legend           | 27 marzo 2003     | 2     | 2:05  | Lemoore, USA               |                                                           |
| Vittoria  | 1–0    | Greg Quan        | KO Tecnico (pugni)            | WEC 5: Halloween Fury               | 18 ottobre 2002   | 1     | 4:37  | Lemoore, USA               |                                                           |

## Filmografia

### Attore
- Supreme Champion (2010)
- Gli occhi del dragone (Dragon Eyes), regia di John Hyams (2012)

### Doppiatori Italiani
- Mirko Mazzanti in Gli occhi del dragone